# Antoniotto Adorno (doge 1340)
Antoniotto Adorno (Genova, 1340 – Finale Ligure, 5 giugno 1398) fu doge della Repubblica di Genova per ben quattro volte, evento unico. 
Tra il 1396 e il 1397 ricoprì la carica di governatore genovese per Carlo VI di Francia. Fu inoltre barone del Regno di Sicilia e Gerusalemme, signore di Grimault, signore di Saint-Tropez, signore della Valle Arroscia e signore di Serravalle Scrivia.

## Biografia

Stemma nobiliare degli Adorno

### Primi anni
Figlio di Adornino Adorno e Nicolosia della Rocca, nacque a Genova nel 1340. Educato alle materie letterarie e di giurisprudenza, ma anche nel settore economico e commerciale, la sua prima esperienza politica e di Stato è attestata al 1371 quando fu nominato Vicario della città levantina di Chiavari, carica che mantenne fino al 1374. 

Nel 1373 prese parte con una sua galea nell'impresa di conquista genovese dell'isola di Cipro, voluta dal doge Domenico Fregoso, e che portò alla dominazione coloniale per oltre un secolo.
Complice l'elevata pressione fiscale attuata dal doge in carica, e il tumulto generale causato dalle guerre intestine genovesi, promosse assieme a Nicolò Guarco una sommossa del popolo che causò l'allontanamento e l'abdicazione di Domenico Fregoso; il 17 giugno 1378 si autoproclamò quindi settimo doge della Repubblica di Genova, carica che tuttavia cedette il giorno stesso su pressione dell'ex alleato Guarco, nuovo doge, e che scagliò contro l'Adorno il bando dell'esilio forzato da Genova.
Allontanatosi dal capoluogo ligure si alleò con i signori di Milano Visconti combattendo in alcuni scontri nella riviera di Levante. 

Dopo la pace di Torino del 1381 - che chiuse la contesa tra la Genova e Venezia (guerra di Chioggia) - Antoniotto Adorno riparò a Savona in attesa di nuovi eventi popolari che avrebbero potuto riportalo a Genova. E proprio nel 1383 una nuova sommossa del popolo, promossa dalla famiglia Fregoso contro il doge Nicolò Guarco, gli fu da spunto per fare ritorno nel capoluogo come capo-guida della stessa, evento popolare che però si concluse con una sconfitta.
Più fortunata fu la nuova rivoluzione del popolo contro il potere dogale che scoppiò il 3 aprile dello stesso anno - anche in questo caso fu il provocatore assieme a Pietro Fregoso - che portò all'abdicazione di Nicolò Guarco, l'elezione di Federico da Pagana (nonostante lo stesso Adorno si propose come candidato) che poi rinunciò due giorni dopo in favore di Leonardo Montaldo. 
In questo clima di tensione politica, Antoniotto Adorno, ora libero di tornare legittimamente a Genova dopo la revoca del bando per i suoi servigi, dovette accontentarsi della carica di consigliere anziano.
Con l'interruzione improvvisa del dogato di Montaldo, morto il 14 giugno 1384 dopo aver contratto la peste, e la non belligeranza del suo predecessore Federico da Pagana, né tanto meno dell'ex doge Nicolò Guarco rifugiatosi nel ponente ligure dai marchesi Del Carretto, la strada per la seconda elezione di Antoniotto Adorno alla guida della repubblica - il 15 giugno e l'undicesima nella storia di Genova - fu facile e spianata.

### Il secondo dogato

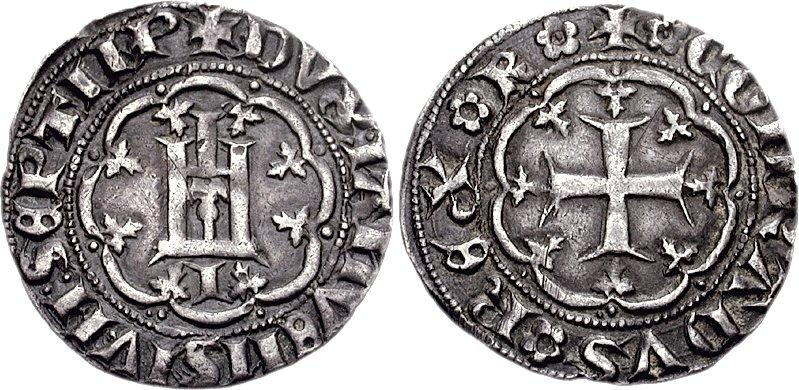
Grosso del doge Antoniotto Adorno del 1378

Tra le sue prime mosse in veste di doge vi fu la decisione di incarcerare Nicolò Guarco, tradito dai sostenitori Del Carretto, nel castello di Lerici nello spezzino. 

Nel 1385 per inserirsi nello scacchiere italiano e nella difesa del Cristianesimo, e quindi accrescere la potenza della repubblica genovese, sposò la causa di liberazione di papa Urbano VI inviando nel mare Adriatico, e nel castello del Parco (oggi a Nocera Inferiore), dove il pontefice era rinchiuso, dieci galee genovesi al comando di Clemente Fazio. Liberato, il sommo pontefice venne a far visita a Genova il 23 settembre dove fu accolto dal doge Adorno e acclamato dalla popolazione.
Anche in campo religioso l'operato del doge seguì la strada internazionale di riconquista delle terre cristiane perdute nel Medio Oriente e nell'Africa settentrionale. Ora riappacificati i rapporti con il regno aragonese, Antoniotto Adorno promosse assieme alle flottiglie navali di Pisa e della Sicilia una conquista dell'isola di Gerba a Tunisi, territorio che fu riconquistato nel giugno del 1388 e quindi ceduto all'ammiraglio siciliano Manfredo Chiaromonti per 36 000 fiorini. Le navi genovesi parteciparono ancora, nell'estate del 1390, ad un nuovo attacco verso la città tunisina di Mahdia assieme alle marinerie inglese e francese; la spedizione fu però fallimentare e solo dopo lunghe trattative ambo le parti, il 17 ottobre 1391 il sultano s'impegnò alla liberazione dei prigionieri, ad una indennità e, soprattutto per Genova, a non contrastare i traffici commerciali da e per la repubblica genovese.
Nei sei anni di dogato dovette inoltre affrontare diverse congiure (tutte sventate e che lo portarono alla scelta di incarcerare Pietro Fregoso, fratello di Domenico), a mantenere stabile il sempre più burrascoso territorio repubblicano e possibilmente ad ingrandirlo e, allo stesso tempo, trattare i rapporti diplomatici con le vicine potenze, tra questi gli stessi Visconti. Il suo secondo dogato terminò il 3 agosto 1390 dopo spontanee dimissioni.

### Il terzo dogato
Terminata la seconda esperienza alla carica dogale, Antoniotto Adorno si ritirò temporaneamente a Loano, nel savonese. Con l'esperienza quasi sterile del suo successore Giacomo Fregoso, che sempre preferì più gli studi che il potere, l'ex doge Adorno si vide quasi "costretto" a far ritorno a Genova e, forte di un sostegno militare promesso dai marchesi Del Carretto, pronto a riprendersi "con ogni mezzo" il dogato. Una "conquista" che, nonostante un primo scontro con i membri anziani del Consiglio, che non volevano il ritorno dell'Adorno, fu alquanto facile anche grazie al carattere mite e non certo bellicoso di Giacomo Fregoso. Le cronache locali testimoniano che Antoniotto Adorno fece il suo ingresso a Genova il 5 aprile 1391, convincendo pacificamente il Fregoso a lasciare la carica, trattenendolo "amichevolmente" poi a pranzo e quindi liquidarlo con tutti gli onori: il 6 aprile fu nuovamente doge di Genova, la tredicesima e soprattutto per la terza volta e quindi primo caso storico dal 1339.
Tra i primi atti del nuovo dogato vi fu nel gennaio 1392 la convocazione di una conferenza di pace, anche grazie all'interessamento del Gran Maestro dei Cavalieri di Rodi Riccardo Caracciolo, tra Gian Galeazzo Visconti e le signorie di Bologna, Firenze e la Repubblica di Venezia. Nello stesso anno, ascoltando le richieste e le insofferenze verso Savona, decise quasi autonomamente di inviare contro la città di ponente, diretta concorrente locale nei traffici commerciali dei Genovesi, una flottiglia comandata dal fratello Giorgio Adorno (futuro doge). La resistente reazione difensiva di Savona provocò gli animi dei tanti nobili e popolari genovesi che, stanchi dell'autorità incontrastata di Antoniotto Adorno, fomenteranno una nuova rivolta capeggiata da Martino Montaldo che costrinse poi alla fuga dell'Adorno il 15 giugno 1392. Nell'immediato tentò persino una ripresa del potere, cercando l'appoggio del signore di Milano, ma al suo fallimento dovette nuovamente riparare al di fuori della Liguria, in Lombardia.

### Il quarto dogato
L'allontanamento dalla politica genovese durò all'incirca due anni. In un clima politico nuovamente teso e dove si alterneranno diversi dogi dai brevi mandati, Antoniotto Adorno riuscì a stringere un'alleanza con Antonio Montaldo (futuro doge) per il suo ritorno "pacifico" a Genova, ma allo stesso tempo lavorando segretamente con alcuni esponenti del popolo che, il 3 settembre 1394, a gran furore proclamarono apertamente la nuova e quarta nomina dogale - la ventunesima in successione - che entrò nella storia genovese in quanto mai un doge aveva ricoperto il mandato così tante volte.
La situazione internazionale era dominata in quell'anno dalle nuove mire espansionistiche in Italia del re Carlo VI di Francia. Il doge Antoniotto Adorno tentò subito una mediazione diplomatica che si arrestò il 17 novembre 1394 dopo la dedizione di Savona, in contrasto con il doge in primis e la dominazione di Genova poi, nelle mani di Luigi I di Valois-Orléans (fratello del re) e quindi verso la corona francese. 

La scelta savonese causò lo stupore dello stesso Adorno che, non potendo trattare con il duca d'Orléans, quest'ultimo richiedente la cessione al potere del doge, cercò una trattativa diretta con il sovrano di Francia proponendo, in cambio della conservazione genovese di Savona, una sovranità del re sulla stessa Genova. La trattativa non fu alquanto facile anche a causa degli intrighi politici che videro in campo lo stesso Adorno, il duca francese, il duca di Bologna, la signoria di Firenze e quella viscontea di Milano. 

Cedute le conquiste liguri di Luigi d'Orléans al re Carlo VI per 300 000 franchi, quest'ultimo accettò di buon grado la proposta della "dedizione" genovese verso il Regno di Francia, sovranità che solo il 23 ottobre 1396, dopo resistenze e tumulti degli stessi nobili, fu siglata.

### Governatore e gli ultimi anni

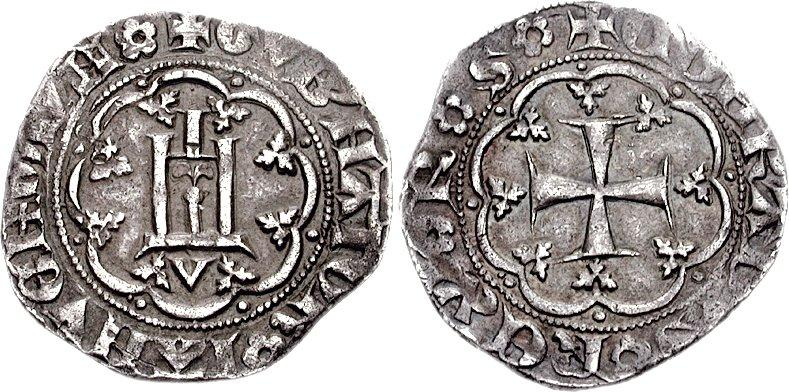
Moneta del 1396 di Antoniotto Adorno, governatore per Carlo VI di Francia

Cessato il ruolo di doge, Antoniotto Adorno riuscì pure nell'intento di farsi nominare governatore di Genova per conto della corte francese a partire dal 27 novembre 1396. Il suo nuovo mandato terminò per sua spontanea volontà il 18 marzo 1397 quando, per motivi personali, protocollò le sue dimissioni.
Lasciata Genova si stabilì nel Marchesato di Finale dei marchesi Del Carretto. Contratta la peste, morì nell'odierna Finale Ligure il 5 giugno 1398.

### Vita familiare
Antoniotto Adorno ebbe due mogli, Luchina Savignone e Ginevra Doria, con le quali ebbe molti discendenti di 16 figli.
Con Ginevra Doria ebbe una figlia che si chiamò Brigida, la quale sposò il conte Giovanni da Cascina della Rosta, patrizio pisano; dal loro matrimonio nacque il conte Adorno da Cascina della Rosta Adorni, patrizio di Pisa e capostipite degli Adorni di Pisa, degli Adornetto e dei conti Adorni Braccesi. Uno dei suoi figli e capodestipite degli Pastorino Adorno-Doria signore di Masone in Genova, Liguria .